# Hill, Stanier & Company
R. Hill, Stanier & Company war ein britischer Hersteller von Cyclecars, der in Newcastle upon Tyne ansässig war.
Nur im Jahre 1914 wurde dort ein Cyclecar namens Hill & Stanier gebaut, das einen luftgekühlten V2-Motor mit 6 bhp (4,4 kW) besaß. Die Motorkraft wurde mit Riemen auf eine Zwischenwelle übertragen, die durch Ketten mit den Hinterrädern verbunden war.